# AN/APG-84
AN/APG-84(Raytheon Advanced Combat Radar, RACR)는 미국 레이시온이 4세대 전투기를 현대화하기 위해 만든 AESA 레이더다.

## 역사

### F-16 입찰 경쟁품
노스럽 그러먼사의 AN/APG-83 SABR, 레이시온사의 AN/APG-84 RACR는 록히드 마틴이 F-16을 차세대 레이더로 개조하기 위한 사업에서 입찰 경쟁을 했다가 SABR이 승리한다.

### 새롭게 생긴 수요
7함대 편제의 미 해병대(USMC)가 총 98대를 들여, 2020년 4분기, 2022년 4분기에 각각 F-18 기체에 레이더 설치 작업을 한다. F-18기에서 AESA 레이더와 강력한 백엔드 처리 능력은 또한 공대공 및 공대지 레이더 모드를 동시에 "혼합"하여 전투기 조종사의 상황 인식 및 방어 능력을 크게 향상시켜준다. 전자 공격 및 장거리 통신마저도 AESA 어레이가 보유한 제2의 기능이며, 전자는 향후 몇 년 동안 제트기의 전장 생존 가능성에서 중요할 수 있다. 그중에서도 거의 가장 중요한 점은 AESA가 기계적 스캐닝 대응 제품보다 훨씬 더 안정적이라는 사실이다. 그리고 기존 AN / APG-73 레이더의 지원 가능성은 미 해병대(USMC)의 큰 관심사가되고 있다. 계약 통지는 다음과 같다.  "AN/APG-73은 F-18C/D 항공기에 설치되어 있다. APG-73은 지속적인 유지 보수성, 지원 성 및 준비성 문제를 고질병처럼 겪었다가 이러한 문제를 완화하기 위해 미 해병대(USMC)는 향상된 신뢰성 및 지속 가능성 요구 사항과 관련 기능 향상으로 인해 AESA (Active Electronically Scanned Array) 솔루션을 요구한다. "

### 레이시온사에서 밝히는 스펙[3]
- 더 높은 해상도와 더 긴 스탠드 오프 범위
- MSA 레이더보다 5 ~ 10 배 더 많은 운영 가용성
- 여러 대공 및 표면 표적을 동시에 감지, 식별 및 추적

- 연합군과의 상호 운용성
- 확장 된 감지 범위
- 다중 타겟 추적 개선
- 향상된 정밀 참여
- 동시 공대공 및 공대지 작업
- 고급 전자전, 통신 및 데이터 공유 기능
- 타일형 T/R 모듈
- 3배의 성능, 품질 신뢰도 10배 향상

## 제원
- 이름 : AN/APG-84, RACR
- 개발국가 :  미국
- 개발업체 : 레이시온
- 개발목적 : 주 방위 공군용 전투기인 F-16의 현대화 사업을 위함
- 종류 : AESA 레이다
- 레이더 탐지거리 : (서방국가의 소형 전투기가 표적일 시) 180km
- 모듈 : T/R 1,000개 소자

## 같이 보기
- AESA
- 제너럴 다이내믹스 F-16 파이팅 팰컨
- F-18